# Nittenau

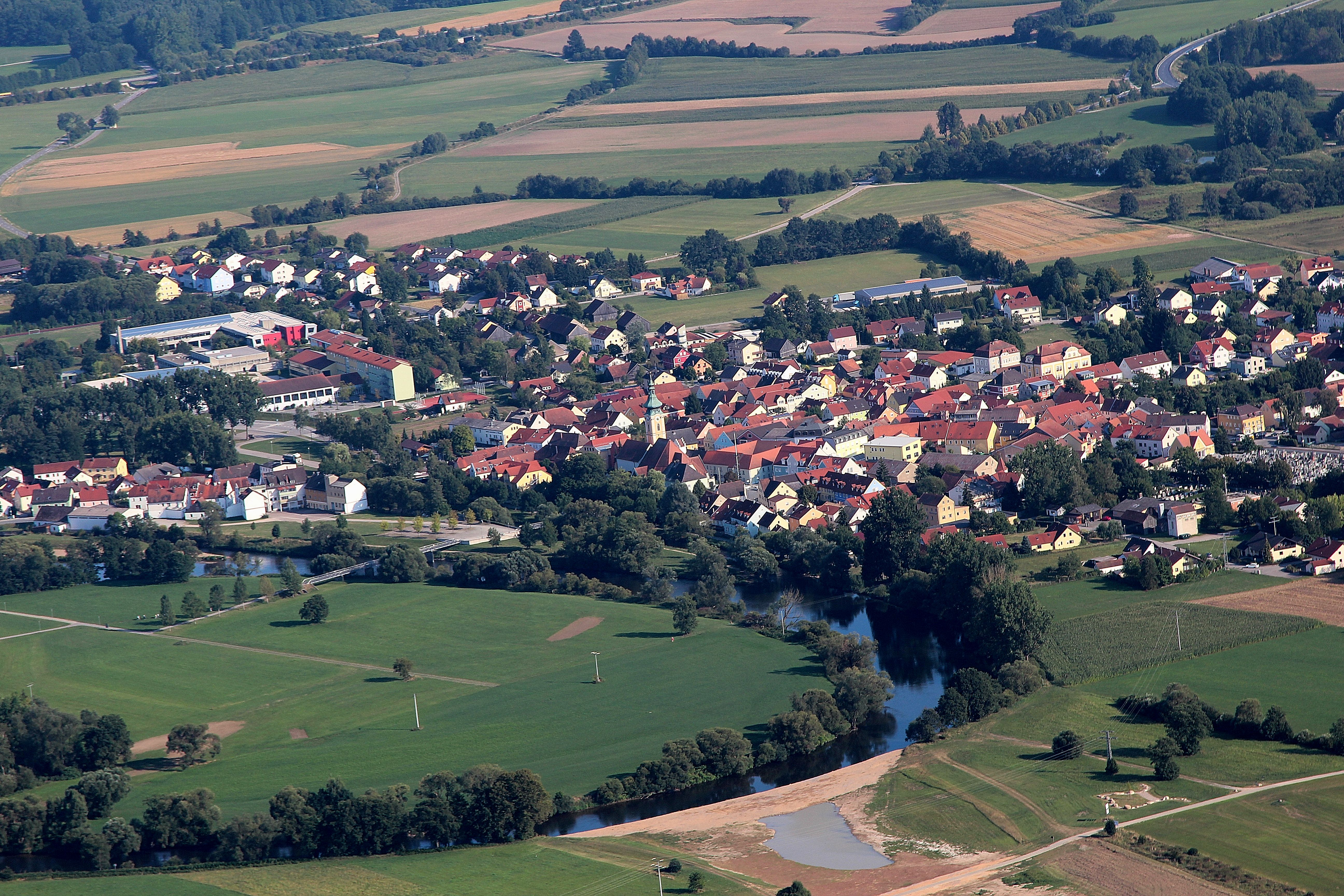
Nittenau (2013)

Nittenau ist eine Kleinstadt im Oberpfälzer Landkreis Schwandorf. Sie liegt in einer breiten Talniederung vor dem sogenannten Regenknie, an dem der Fluss Regen seine Hauptfließrichtung von Ost-West nach Nord-Süd ändert.

## Gemeindegliederung
Die Gemeinde hat 88 Gemeindeteile (in Klammern ist der Siedlungstyp angegeben):
- Annahaid (Einöde)
- Asang (Kirchdorf)
- Auhof (Einöde)
- Bachbügl (Weiler)
- Bergham (Stadtteil)
- Berghof (Einöde)
- Berglarn (Einöde)
- Bleich (Dorf)
- Bodenstein (Dorf)
- Brunn (Dorf)
- Diepenried (Dorf)
- Dobl (Weiler)
- Dürrmaul (Einöde)
- Eckartsreuth (Dorf)
- Eichlgütl (Weiler)
- Elendhof (Einöde)
- Entermainsbach (Weiler)
- Eschlbach (Einöde)
- Fichtenhof (Einöde)
- Fischbach (Pfarrdorf)
- Forsting (Weiler)
- Geiseck (Weiler)
- Goppeltshof (Weiler)
- Gunt (Dorf)
- Hadriwa (Einöde)
- Haiderhöf (Dorf)
- Hammerhäng (Einöde)
- Harthöfl (Einöde)
- Harting (Einöde)
- Heinzlmühl (Einöde)
- Hengersbach (Weiler)
- Hinterberg (Einöde)
- Hinterkohlstetten (Einöde)
- Hof am Regen (Dorf)
- Höflarn (Weiler)
- Holzheim (Einöde)
- Holzseige (Weiler)
- Hubhof (Weiler)
- Jägerhöhe (Einöde)
- Kaaghof (Weiler)
- Kaspeltshub (Dorf)
- Knollenhof (Einöde)
- Königshof (Einöde)
- Königsreuth (Einöde)
- Lichtenhaid (Einöde)
- Lohbügl (Dorf)
- Michelsberg (Weiler)
- Muckenbach (Dorf)
- Mühlenthal (Einöde)
- Nerping (Dorf)
- Neubäu (Weiler)
- Neuhaus (Dorf)
- Nittenau (Hauptort)
- Obermainsbach (Dorf)
- Ödgarten (Einöde)
- Oed (Weiler)
- Ottischhof (Weiler)
- Reisach (Einöde)
- Reuting (Dorf)
- Roithof (Einöde)
- Roneck (Einöde)
- Rumelsölden (Einöde)
- Sankt Martin (Einöde)
- Schönberg (Einöde)
- Schwarzenberg (Einöde)
- Spandlhof (Einöde)
- Stadl (Dorf)
- Stefling (Dorf)
- Steinhof (Einöde)
- Steinmühl (Einöde)
- Straßhof (Einöde)
- Strohhof (Einöde)
- Sulzmühl (Dorf)
- Thann (Dorf)
- Tiefenbach (Weiler)
- Tiefenhof (Weiler)
- Treidling (Weiler)
- Trumling (Weiler)
- Überfuhr (Weiler)
- Untermainsbach (Weiler)
- Vorderkohlstetten (Weiler)
- Waldhaus Einsiedel (Einöde)
- Waltenried (Einöde)
- Weinting (Einöde)
- Weißenhof (Einöde)
- Wetzlgütl (Einöde)
- Wetzlhof (Einöde)
- Zell (Einöde)

## Geschichte

### Bis zur Gemeindegründung
Der Name des Ortes wurde zum ersten Mal 1007 als „Nittenoua“ urkundlich erwähnt. Um 1134 wurde er als „Nittenove“ bezeichnet, 1269 als „Nittenawe“, 1305 als „Nitenaw“ und 1635 schließlich in der heute gültigen Schreibweise des Ortsnamens. Zwischen 1519 und 1521 findet sich außerdem die latinisierte Namensform „Nitunium Nariscorum“ (der Narisker).
Im Mittelalter gehörte Nittenau zum bayerischen Rentamt Amberg sowie zum Landgericht Wetterfeld. Nittenau besaß ein Marktgericht mit weitgehenden Eigenrechten. Die Jahrmärkte und Wochenmärkte ab 1345 hatten große Bedeutung für das Umland. 1779 fielen fast alle Gebäude des damals 760 Einwohner zählenden Marktes einem Brand zum Opfer. 1805 und 1809 brannten erneut große Teile der Ortschaft nieder. Der Ortsteil Anger auf einer unbefestigten Insel wurde fast regelmäßig bei Hochwassern überschwemmt.

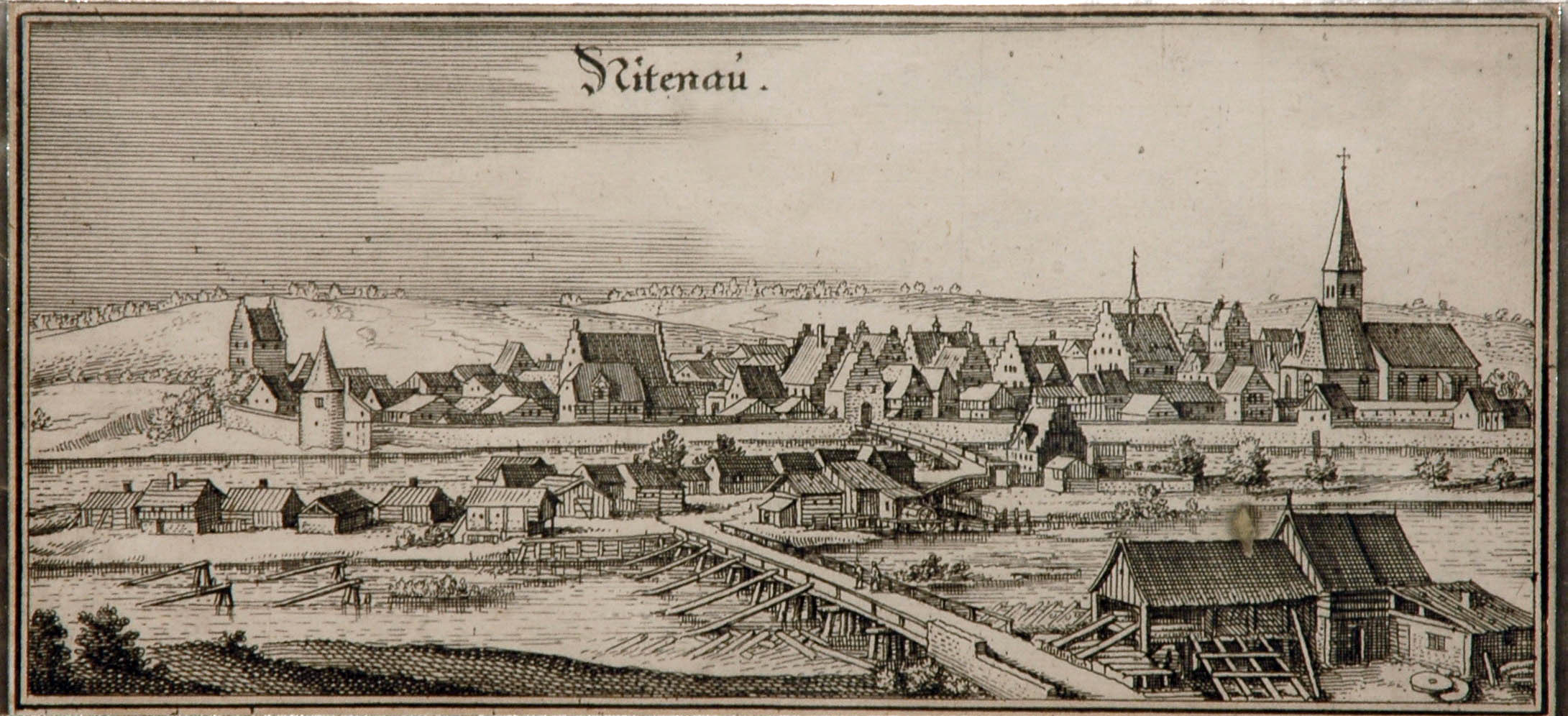
Nittenau um 1650 nach einem Stich von Matthäus Merian

Der Markt Nittenau wurde im Zuge der Verwaltungsreformen in Bayern 1818 eine selbständige politische Gemeinde im heutigen Sinn.

### 19. und 20. Jahrhundert
Den Eisenhammer am Anger, wo Hufstäbe, Hämmer, Beile und landwirtschaftliches Gerät produziert wurden, kaufte 1856 die Maximilianshütte und ersetzte ihn durch das größere Werk „am Wechsel“, das 1883 seine Produktion einstellte. Am 5. November 1907 erhielt Nittenau durch die Bahnstrecke Bodenwöhr–Nittenau einen Eisenbahnanschluss.
Wegen eines kleinen Hüttenwerks wurde der Markt gegen Ende des Zweiten Weltkrieges bombardiert. Späterer Beschuss zerstörte mehrere Wohngebäude. Der Markt Nittenau wurde am 26. Oktober 1953 zur Stadt erhoben.
Bis zur Gebietsreform gehörte Nittenau zum Landkreis Roding, seit dem 1. Juli 1972 ist die Stadt dem Landkreis Schwandorf zugeordnet.

### Eingemeindungen
Im Jahr 1946 wurden die Gemeinde Bergham sowie Teile der Gemeinden Plitting, Treidling und Wulkersdorf eingegliedert. Im Zuge der Gebietsreform in Bayern kamen am 1. Juli 1971 Bodenstein (mit den im Jahr 1946 eingegliederten Gemeindeteilen von Treidling), Stefling (mit dem im Jahr 1945 oder 1946 eingemeindeten Ort Hof am Regen) und Untermainsbach (mit dem am 1. Oktober 1949 eingegliederten Rest der somit aufgelösten Gemeinde Plitting) hinzu. Bleich (mit dem am 1. April 1949 eingemeindeten Ort Neuhaus) und Kaspeltshub folgten am 1. Januar 1972. Am 1. Mai 1978 kam noch Fischbach hinzu. Zum 1. November 2013 kam ein Stück des aufgelösten gemeindefreien Gebiets Einsiedler und Walderbacher Forst zum Stadtgebiet hinzu.

### Einwohnerentwicklung
Zwischen 1988 und 2018 wuchs die Stadt von 7377 auf 9019 um 1642 Einwohner bzw. um 22,3 %. Die aktuelle Einwohnerzahl liegt bei 9485 Personen (Stand 30. April 2021).

## Politik

### Stadtrat
Die Stadtratswahl am 15. März 2020 führte zu folgendem Ergebnis:
| Partei/Liste  | CSU    | SPD    | FW     | Grüne  |
| ------------- | ------ | ------ | ------ | ------ |
| Sitze         | 6      | 4      | 8      | 2      |
| Stimmenanteil | 31,9 % | 20,5 % | 37,1 % | 10,6 % |

### Bürgermeister
Erster Bürgermeister ist Benjamin Boml (FW).

### Wappen
| Wappen von Nittenau | Blasonierung: „Geteilt, oben in Gold ein bewurzelter, in zwei Stämme auseinanderstrebender grüner Segelbaum, unten die bayerischen Rauten.“ |
| Wappen von Nittenau | Das Wappen von Nittenau wurde durch Pfalzgraf Otto II. am 11. November 1468 verliehen.                                                      |

### Städtepartnerschaften
- Přeštice (CZ) seit 1993
- Lake Zurich (Illinois, USA) seit 1999

## Sehenswürdigkeiten

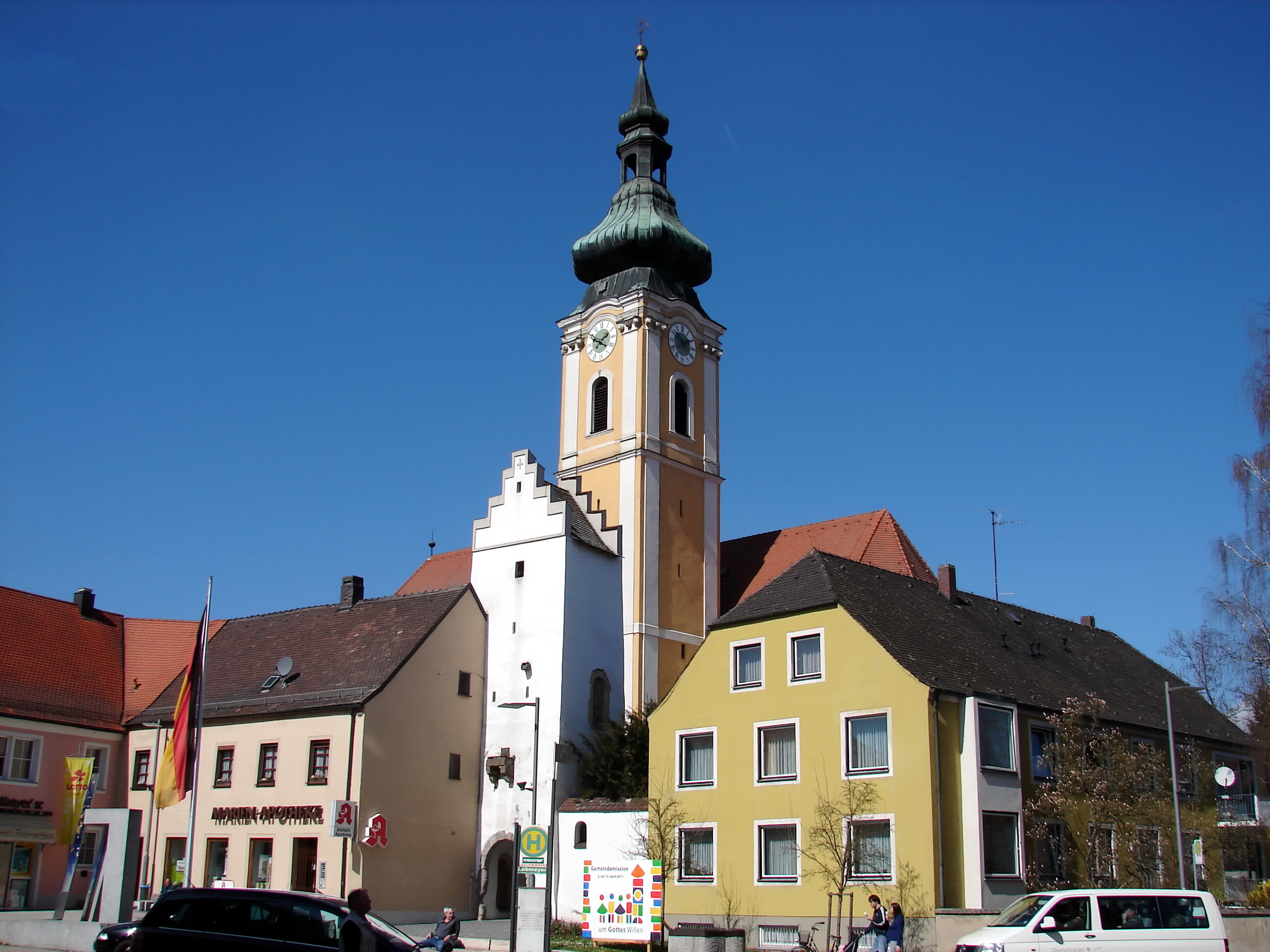
Marktplatz mit Storchenturm und Stadtpfarrkirche

- Die barocke Stadtpfarrkirche Unsere Liebe Frau entstand nach dem Brand von 1779 unter Einbeziehung des gotischen Chores und alter Umfassungsmauern. Sie wurde 1849 und 1851 erweitert. 1978 baute der Regensburger Architekt Josef Naumann sie weiter aus.
- Storchenturm, Spatzenturm und Schwalbenturm mit Teilen der alten Stadtbefestigung
- Schloss Bodenstein
- Schloss Fischbach (Nittenau)
- Schloss Stefling
- Burg Hof am Regen
- Burgruine Stockenfels
- Burgstall Zangenfels
- Burgstall Neuhaus (Nittenau)

## Wirtschaft und Infrastruktur
Ein bedeutender Industriebetrieb ist die Krones AG.

## Verkehr
Im Gemeindegebiet liegt das Ultraleichtfluggelände Nittenau-Bruck.
Nittenau liegt an der Bundesstraße 16, die südlich Richtung Regensburg und nordöstlich Richtung Cham führt. Über die Staatsstraße 2150 besteht in Fahrrichtung Bruck in der Oberpfalz  Anschluss an die Bundesstraße 85. Die Staatsstraße 2145 verbindet Nittenau über Steinberg am See mit Schwandorf.

## Persönlichkeiten
- Valentin Stephan Still (1750–1795), Paulaner-Laienbruder und Erfinder des Salvator-Starkbiers
- Therese Mauser (1831–1917), katholische Jungfrau und Dulderin
- Paul Kagerer (1833–1907), katholischer Geistlicher und Generalvikar in Regensburg
- Michael Schottenhamel (1838–1912), erster Wies’n-Wirt[14]
- Eugen Taucher (1863–1933), in Bergham geborener Justizrat und Politiker
- Eustachius Kugler (1867–1946), Mönch der Barmherzigen Brüder, 2009 seliggesprochen
- Franz Xaver Eichinger SVD (1910–1992) war ein deutscher Steyler Missionar und Arzt, der von 1940 bis 1953 in China wirkte
- Karl Hoffmann (1915–1996), deutscher Indologe und Indogermanist
- Bernd Spiessl (1921–2002), Mund-, Kiefer- und Gesichtschirurg und Forscher
- Armin Weiß (1927–2010), in Stefling geborener Chemiker, Hochschullehrer, Aktivist und Politiker
- Leo Feichtmeier (1933–2025), geboren in Amberg, Pfarrer in Nittenau und Anti-Atomkraft-Aktivist
- Georg Ettl (1940–2014 Viersen), Künstler und Kunstprofessor
- Heribert Prantl (* 1953), Jurist, Journalist und Autor
- Ernst Seidl (* 1961), aufgewachsen in Diepenried, Direktor des Museums der Universität Tübingen MUT und Professor für Museologie und Kunstgeschichte
- Edgar Guggeis (1964–2003), Perkussionist und Professor für Schlagzeug und Pauke
- Joachim Eigler (* 1966), Wirtschaftswissenschaftler
- Andrea Titz (* 1969), Co-Vorsitzende des Deutschen Richterbundes.
- Martin Wettges (* 1983), Dirigent, Chorleiter, Kulturmanager, Pianist und Musikwissenschaftler[15]
- Anna-Nicole Heinrich (* 1996), Präses der Synode der Evangelischen Kirche in Deutschland.
- Tomary (* 1998), deutscher Webvideoproduzent

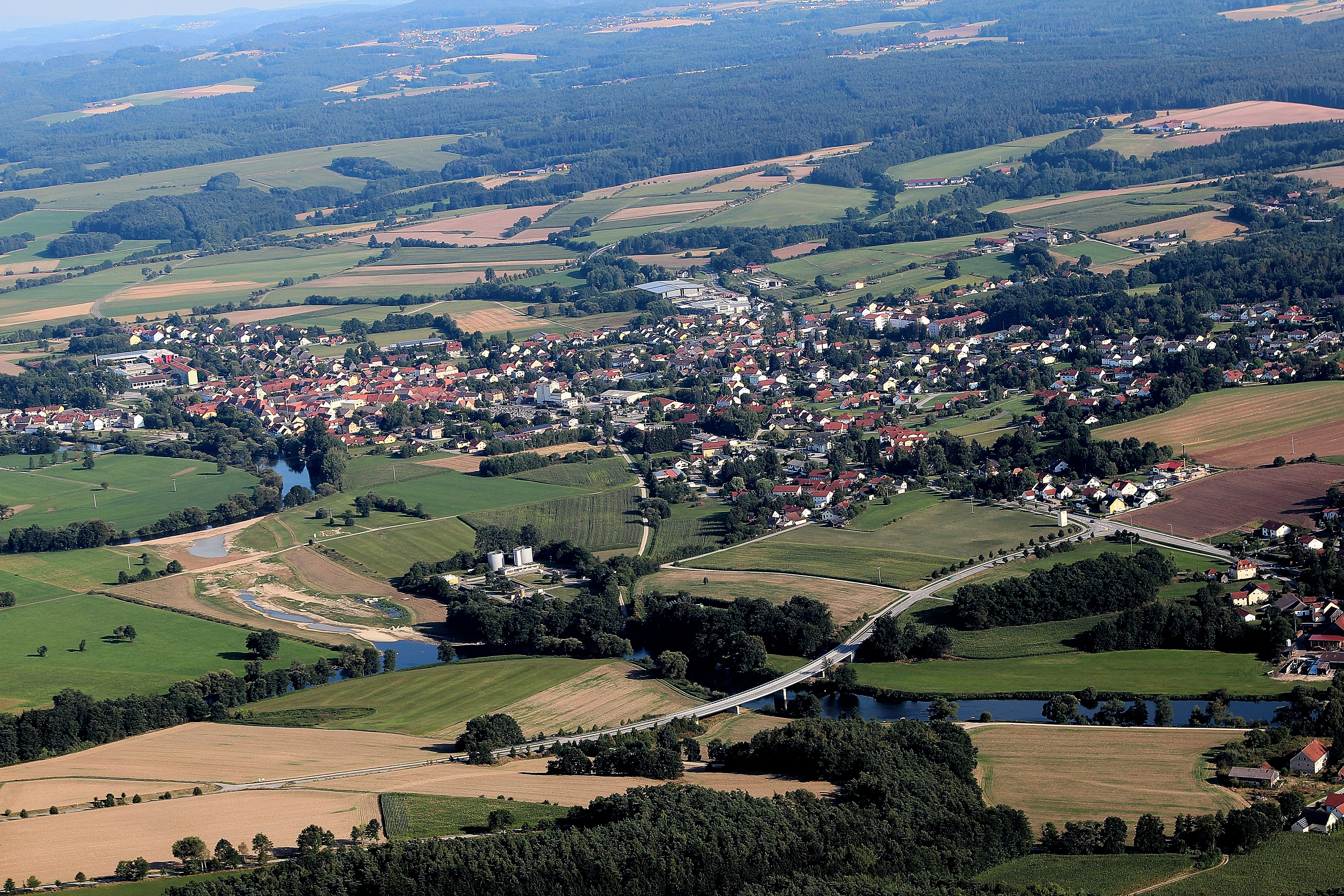
Nittenau (2013)
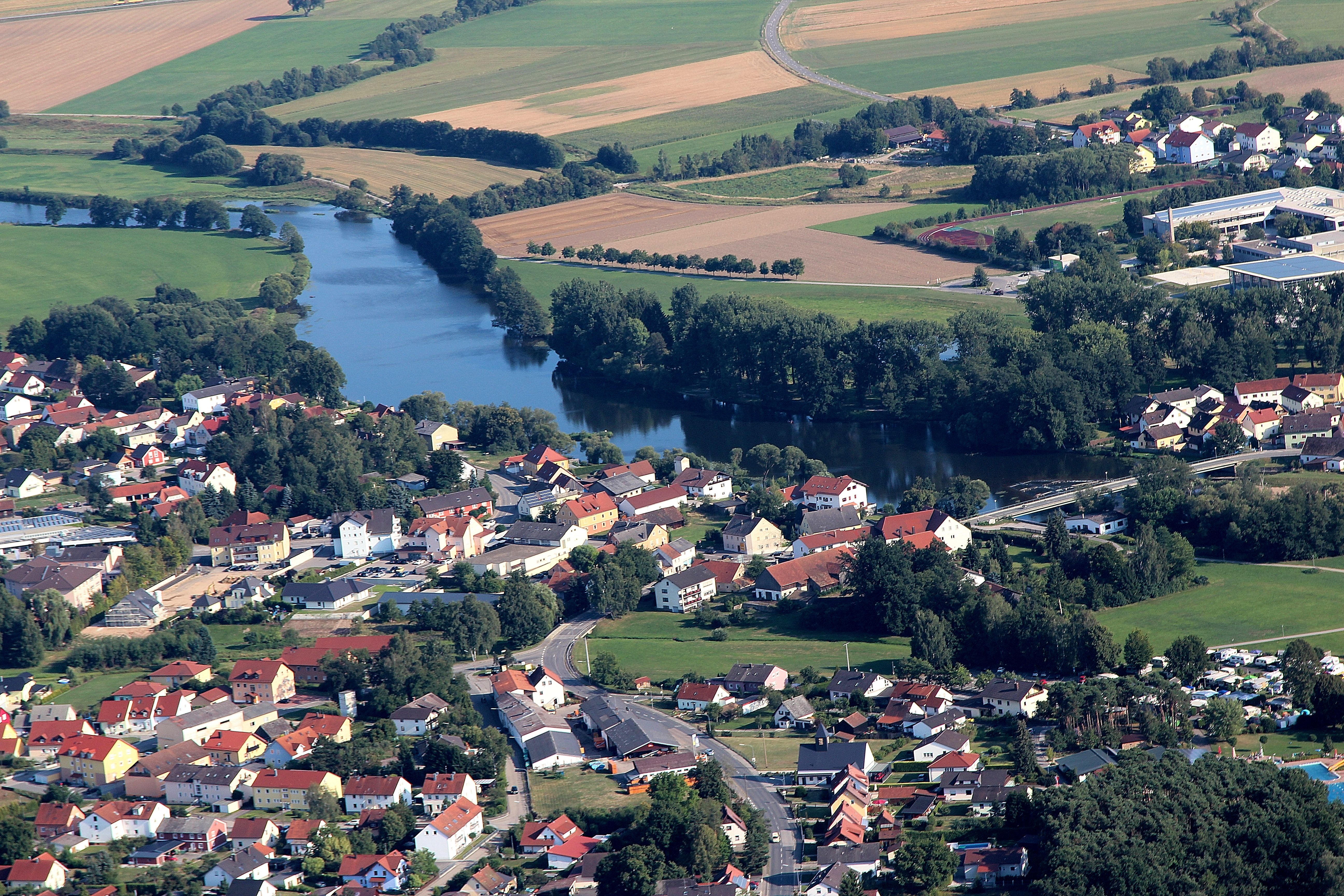
Bergham (2013)
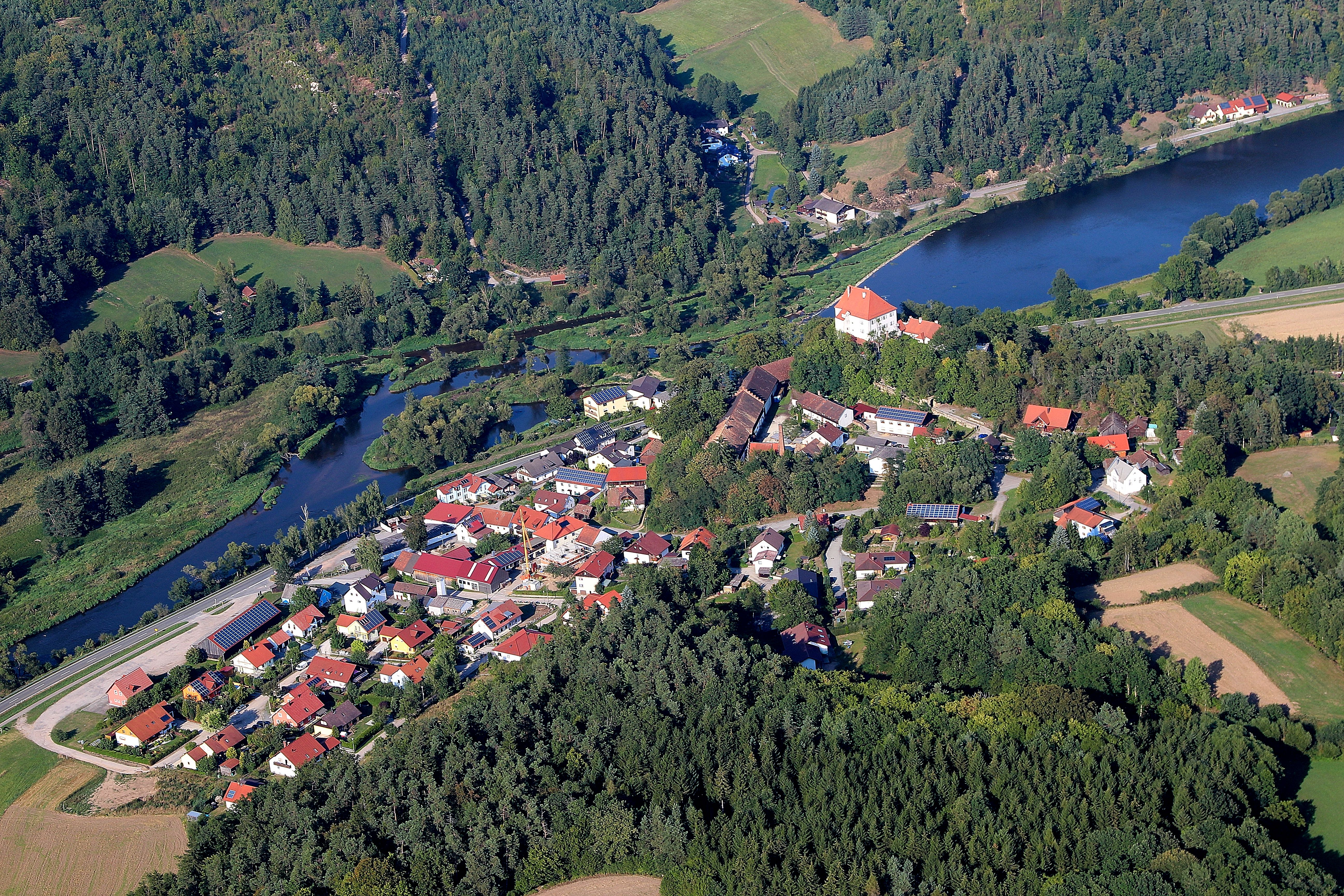
Stefling (2013)
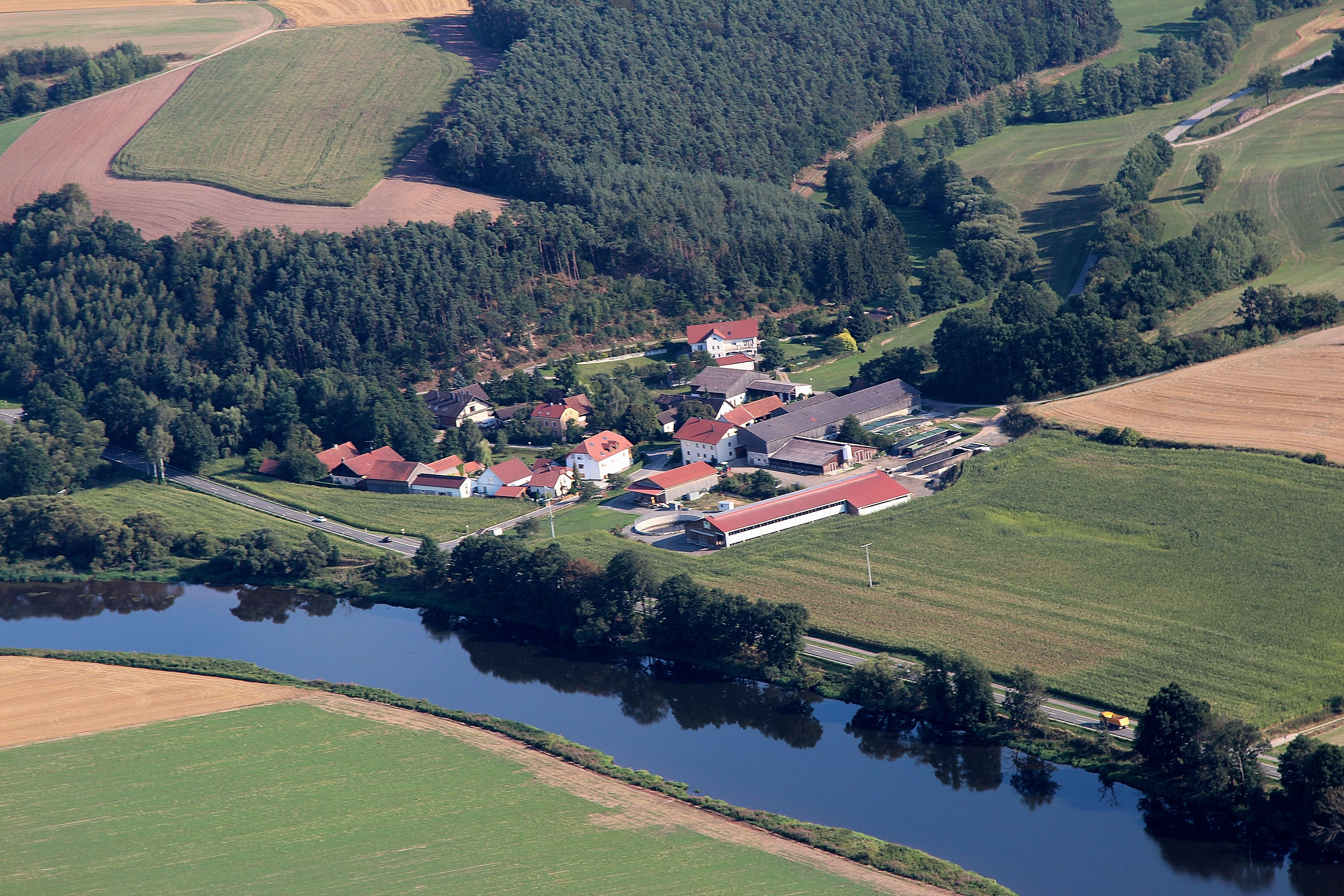
Untermainsbach (2013)
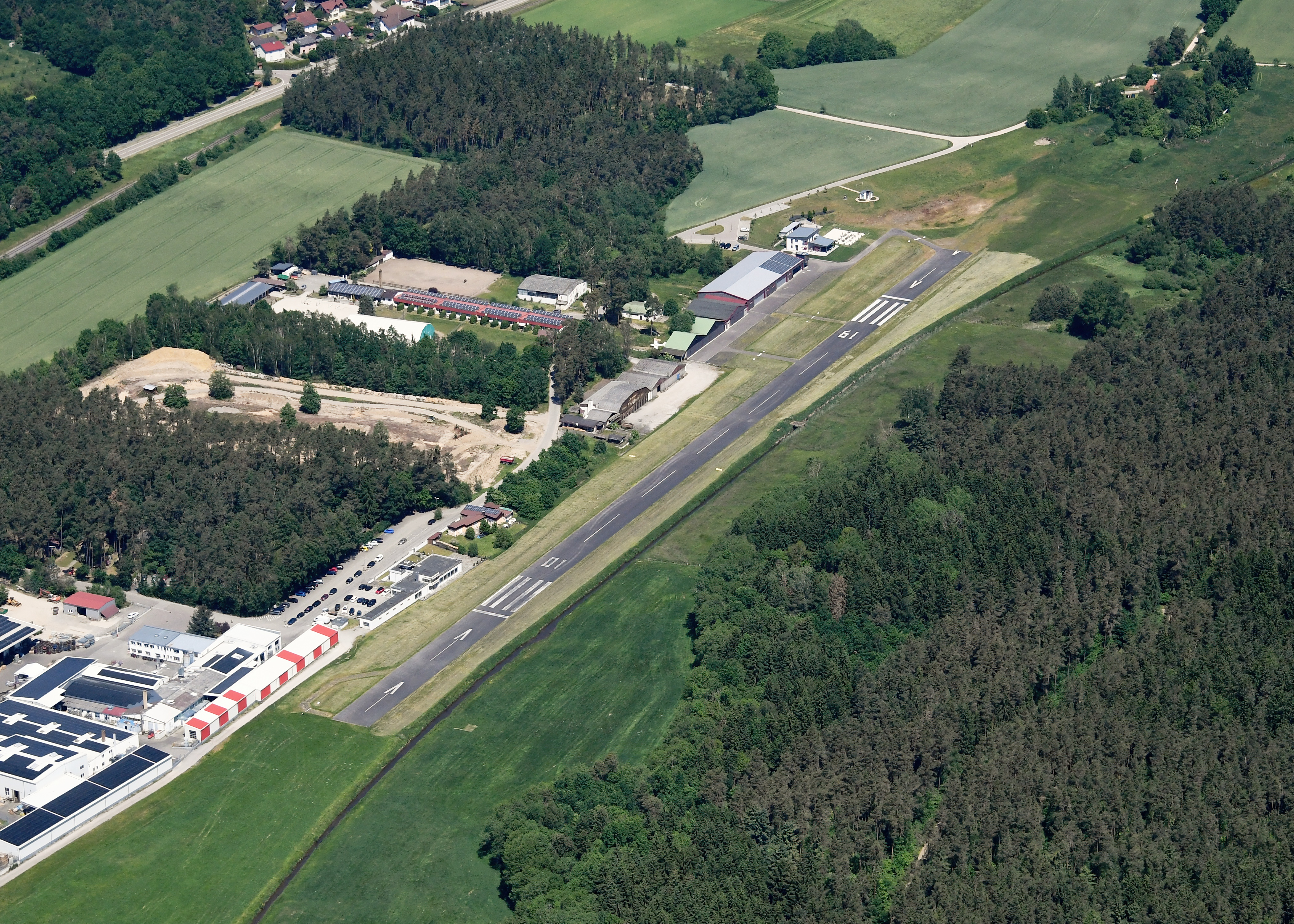
Ultraleichtfluggelände Nittenau-Bruck (2023)